# Doğancılar, Dörtdivan
Doğancılar là một xã thuộc huyện Dörtdivan, tỉnh Bolu, Thổ Nhĩ Kỳ. Dân số thời điểm năm 2010 là 363 người.